# 281. п. н. е.

## Догађаји
- Битка код Корупедија, последња битка између Дијадоса која се водила између Лизимаха и Селеука I Никатор. У овој бици Лизмах је погинуо, а његова војска поражена.

## Смрти
- Лизимах
- Селеук